# Chakotay
Chakotay es un personaje ficticio del universo Star Trek en la serie Star Trek: Voyager. Él es el primer oficial de la USS Voyager, es un descendiente de nativos americanos y se caracteriza por un tatuaje en la frente que se realiza en honor de su padre. El personaje es interpretado por el actor Robert Beltran.

## Descripción
Chakotay nació en 2329. Cuando era un joven, a menudo se rebelaba contra su origen de nativo americano, ya que su padre Kolopak trató de inculcarle las costumbres de su raza, que a veces consistían en estrictas tradiciones culturales y espirituales. Soñaba con entrar en la Academia, lo que finalmente logró hacer a los 15 años, patrocinado por el Capitán Sulu (Temporada 2 capítulo 9 "Tatuaje"). Asistió a la Academia de 2344 a 2348, donde practicó boxeo. Durante su permanencia en la Flota, fue asignado como instructor en la Flota de Formación Avanzada Táctica y alcanzó el rango de teniente comandante. Abandonó la Flota Estelar para unirse a los rebeldes Maquis. En 2370, después de firmar un tratado de paz entre la Federación y el Imperio cardasiano, el planeta de Chakotay quedó ubicado dentro de la Zona Desmilitarizada en la frontera de la Federación y Cardasia, siendo el planeta entregado al Imperio cardasiano como uno de los acuerdos del tratado.
Por ello, dimitió de la Flota y se unió a un grupo de renegados conocidos como los Maquis. Durante su tiempo como rebelde contra los cardasianos, Chakotay reclutó para su célula maquis a la híbrido humano-klingon B'Elanna Torres, que se convirtió en su jefe de ingeniería. También invitó a una bajorana llamada Seska con quien se involucró en una relación romántica durante un tiempo. Sin embargo, Chakotay no sabía que Seska era en realidad una espía cardasiana que había sido alterada quirúrgicamente para infiltrarse en los maquis. Asimismo reclutó a Tuvok un vulcano quien también resultó ser un elemento infiltrado, pero de la Flota estelar.

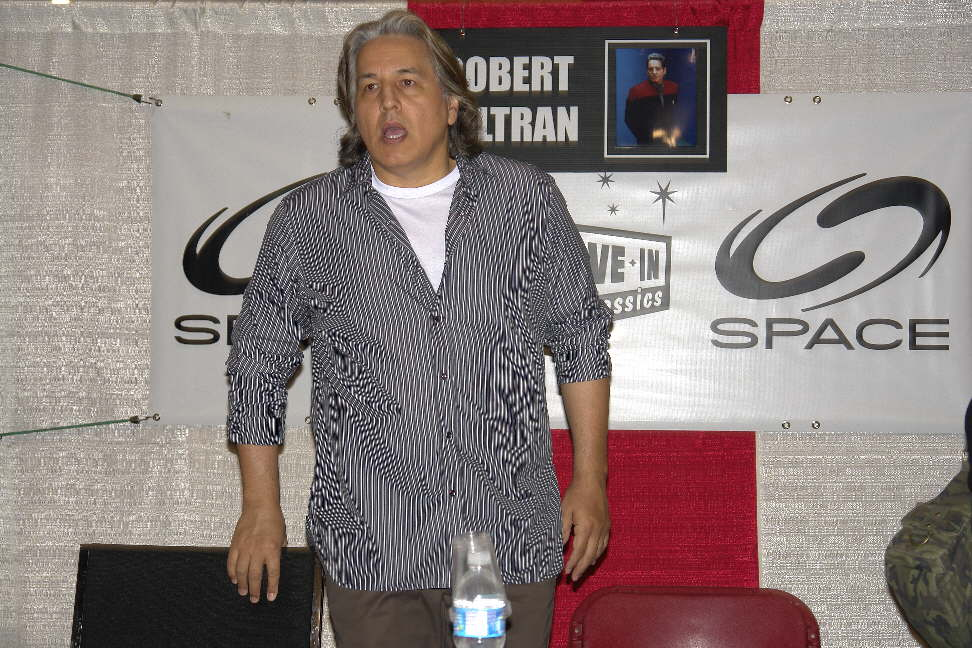
Robert Beltran.

Chakotay fue capitán de la nave de combate Val Jean que fue destruida después de que esta y la USS Voyager fueran transportadas al cuadrante Delta. La Capitán Kathryn Janeway, comandante del Voyager, ofreció a la tripulación de la Val Jean la oportunidad de servir en su nave, a Chakotay lo nombró su primer oficial con el rango provisional de teniente comandante (Temporada 1 capítulo 2, "el guardián"). A la larga se hicieron amigos cercanos, aunque en el episodio 25 de la segunda temporada "Resoluciones", experimentan una fuerte tensión romántica cuando entran en una auto-impuesta cuarentena en un planeta extraño, después de contraer una virus fatal. Después de varias semanas en el planeta, en el que pensaban que iban a vivir el resto de sus vidas; sin embargo la tripulación de la Voyager investiga hasta encontrar una cura, por lo que pudieron volver a la nave.
Cerca del final de la serie después de siete años de viaje en el Cuadrante Delta, la ex Borg Siete de Nueve lo escoge para ser el objeto de sus afectos en un intento de ella por seguir explorando su humanidad. En una línea de tiempo alternativa, vista en la capítulo final "Fin del Juego", Siete y Chakotay se casan, pero ella muere antes de que la Voyager llegue a casa y Chakotay fallece en 2394 atormentado por su perdida.
En otra versión de Chakotay expresa su deseo de retomar su vida después de regresar a la Tierra, y convertirse en un antropólogo, docente en la Academia de la Flota Estelar y viajar a los diversos mundos para llevar a cabo su investigación.

## Características del personaje
Chakotay es la encarnación de los héroes de la Novela romántica del siglo XIX, un hombre atormentado por su pasado, que lucha contra la fatalidad de su destino y la injusticia que padece infligida por una fuerza superior; es además moralmente incorruptible y de una gran nobleza con tendencia al sacrificio y la abnegación, profundamente espiritual es capaz de servir de consuelo a sus amigos y subordinados, sin embargo se reserva para sí mismo sus propios pesares, algo ingenuo con tendencia a creer en la gente, es engañado con facilidad, más significativamente con Seska, quien además intenta embarazarse de él. Tiene un alter ego espiritual llamado su "animal guía" al que consulta en meditaciones inducidas.

## Trivia
Mientras Chakotay siempre es mencionado en la serie como Comandante, lleva la barra de rango de Teniente Comandante (provisional). También es como se le conoce en libros de referencia.

## Chakotay en las Novelas sobre la Voyager
En el reedición de la novela de la Voyager (novela no oficial), escrita por Christie Golden, Chakotay es promovido dos rangos después del regreso de la nave al espacio de la Federación, y se convierte en capitán de la Voyager. Él y Siete finalmente rompen. A todos los integrantes del contingente Maquis en la Voyager, incluido Chakotay, se les dio plena amnistía para todos los crímenes que pudieran haber cometido, Tom Paris se convierte en el primer oficial de Chakotay.

## Controversias
Robert Beltran critica cada elemento de la franquicia, comenzando por el odio a los trekkies, pasando los guiones, la tecnocháchara, y llegando hasta la Serie Original, arremetiendo contra William Shatner. Todos creen que es una broma aunque no lo es. La razón de la crítica es porque los productores se centran más en el atractivo sexual que el desarrollo de su personaje. A pesar de la fama que tuvo Beltrán, él ve a su personaje y a la saga con un enojo hasta el punto de revelar que odia a Star Trek. Además no se relaciona mucho con los actores del elenco de la serie de Star Trek: Voyager.